# Bruttii
La gens Bruttia était une gens romaine citée à partir de la fin de la République. Aucun des membres de cette gens n'obtint de magistratures importantes avant la seconde moitié du Ier siècle, lorsque Lucius Bruttius Maximus était proconsul de Chypre.

## Origine
Le nomen Bruttius indique probablement que les ancêtres de la gens étaient originaires du Bruttium, la région la plus méridionale de l'Italie . Les Bruttiens étaient un peuple osque descendant des Lucaniens, dont ils affirmèrent leur indépendance au cours du IVe siècle av. J.-C. Le nom de Bruttii, qu'ils ont adopté pour eux-mêmes, pourrait être un nom pré-sabellique signifiant « fuyards »,,,.

## Praenomen
Les praenomina utilisés par les Bruttii sont Lucius, Gaius et Quintus .

## Branches etcognomen
Aucune famille distincte des Bruttii n'apparaît sous la République, durant laquelle le seul cognomen est Sura. Un certain nombre de cognomen apparaissent à l'époque impériale, dont tous sauf Balbus semblent appartenir à la même famille. Les autres étaient Maximus, Praesens et Crispinus. Cette famille est originaire de Volceii, en Lucanie, et semble avoir pris l'habitude d'adopter des noms de lignée féminine. La combinaison de Quinctius ou Quintius Crispinus affirme probablement la descendance de la famille de l'ancienne maison patricienne des Quinctii Crispini.

## Membres

### Sous la République
- Quintus Bruttius Sura, légat de Gaius Sentius Saturninus, gouverneur de Macédoine en 88 av. J.-C.
- Gaius Bruttius C.f., proquesteur en une année indéterminée, et édile en 57 av. J.-C.[3]
- Bruttius, an eques, pour qui Cicéron écrivit une lettre d'introduction à Manius Acilius Caninus, proconsul en Sicile en 46 av. J.-C.[a 4]
- Bruttius, philologue, avec qui le jeune Marcus Tullius Cicéron étudia à Athènes en 44 av. J.-C.[a 5]

### Sous le Principat

#### Bruttii Praesens
Les Bruttii Praesens sont originaires de Volcei, en Lucanie, ils sont inscrits dans la tribu Pomptina.
- Lucius Bruttius Maximus, (v.40 - ap.81), proconsul de Chypre en 80;
  - Caius Bruttius Praesens Lucius Fulvius Rusticus, (v.68 - ap.140), consul II en 139, ami d'Antonin le Pieux;
    - Caius Bruttius Praesens, (v.120 - ap.180), consul en 153 et en 180, préfet de Rome;
      - Lucius Bruttius Quintius Crispinus, (v.153 - ap.187), consul en 187;
        - Caius Bruttius Praesens, (v.183 - ap.217), consul en 217;
          - Caius Bruttius Praesens, (v.213 - ap.246), consul en 246;
            - (Bruttius), (v.240 - ?)
              - Bruttius Praesens, (v.270 - ap.v.320), pontif vers 320[b 1], [4];
              - (Bruttia), épouse Ovinius Gallicanus;

        - Lucius Bruttius Crispinus, (v.190 - ap.238), consul en 224;

      - Bruttia Crispina, (v.160 - 191/2), épouse Commode en 178;

#### Autres
- Quintus Bruttius Balbus, édile de Pompéi en 56, candidat au poste de duumvir à Pompéi, mentionné dans un graffiti politique.
- Publius Bruttius Gratus, centurion de la première cohorte prétorienne, originaire d'Aquilée.
- Lucius Bruttius Celer, préfet d'une cohorte équestre en Syrie.

## Pour approfondir